# Funchali székesegyház
A Funchali székesegyház a Funchali egyházmegye székesegyháza Madeira szigetének fővárosában, Funchalban, Portugáliában. A püspöki székesegyház, aminek nevét a portugál hagyományoknak megfelelően  a „sede do bispo”, azaz „a püspök székhelye” kifejezésből Sé-re rövidítették, a tengerparttól három utcányira, egy kis terecskén áll. Többnyire ezt a templomot tekintik a város központjának; itt kezdődik a Funchal főutcája, az Avenida Arriaga.

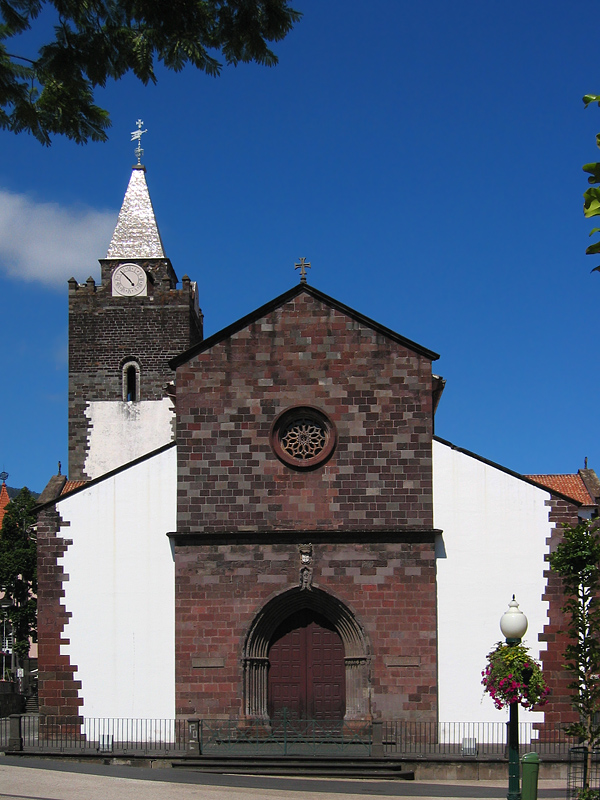
A székesegyház homlokzata

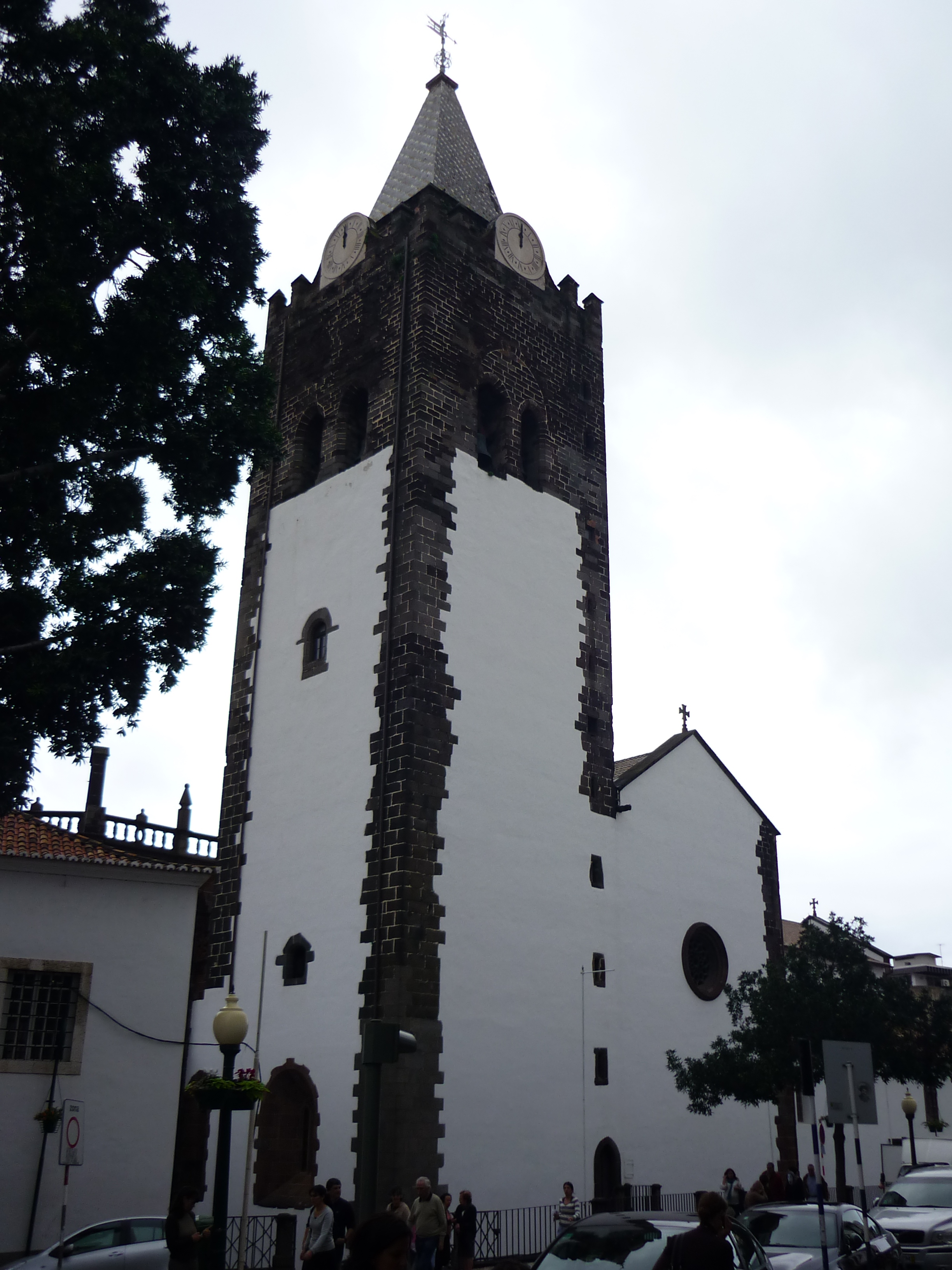
A székesegyház harangtornya

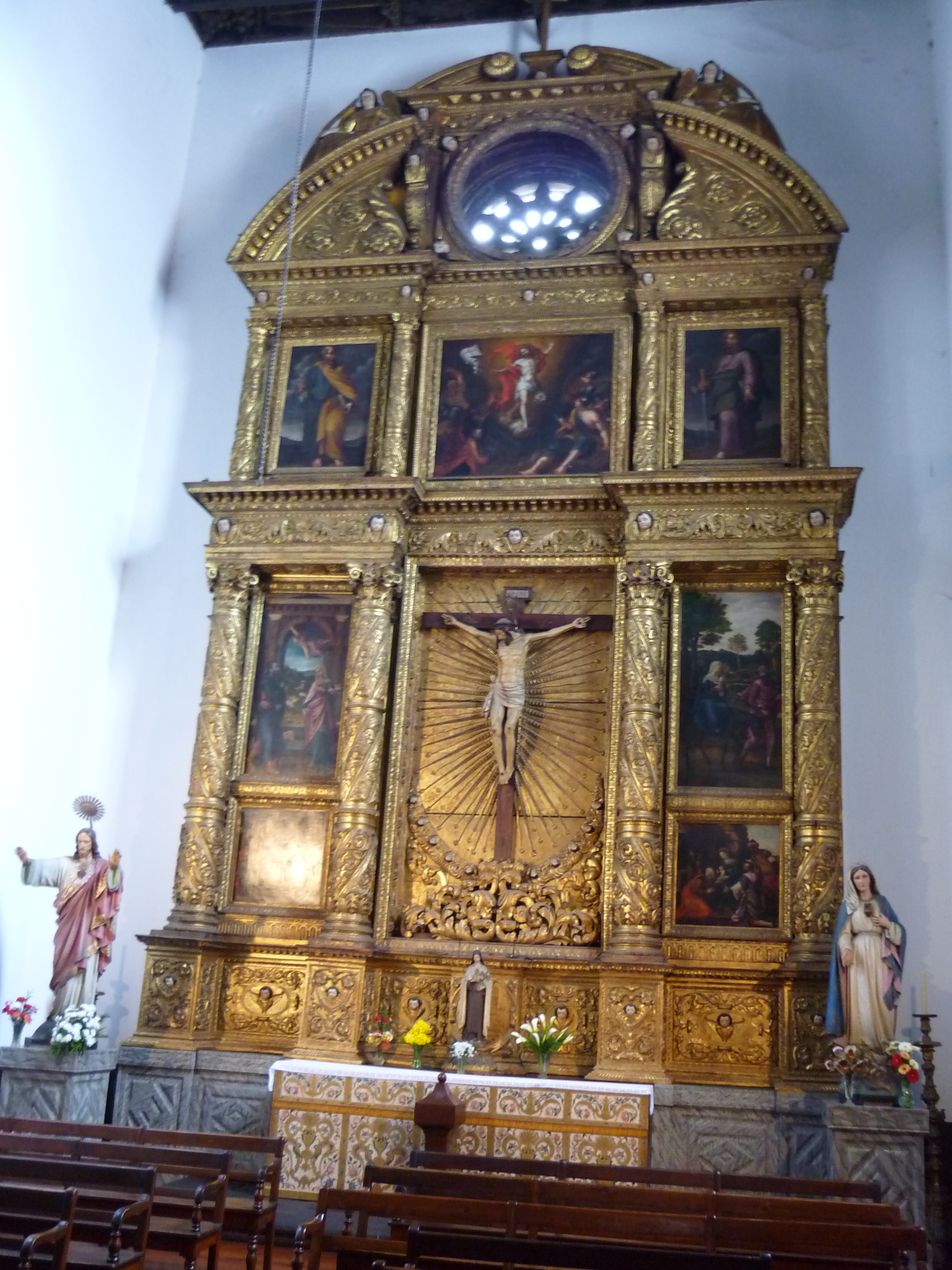
Jézus Urunk oltára

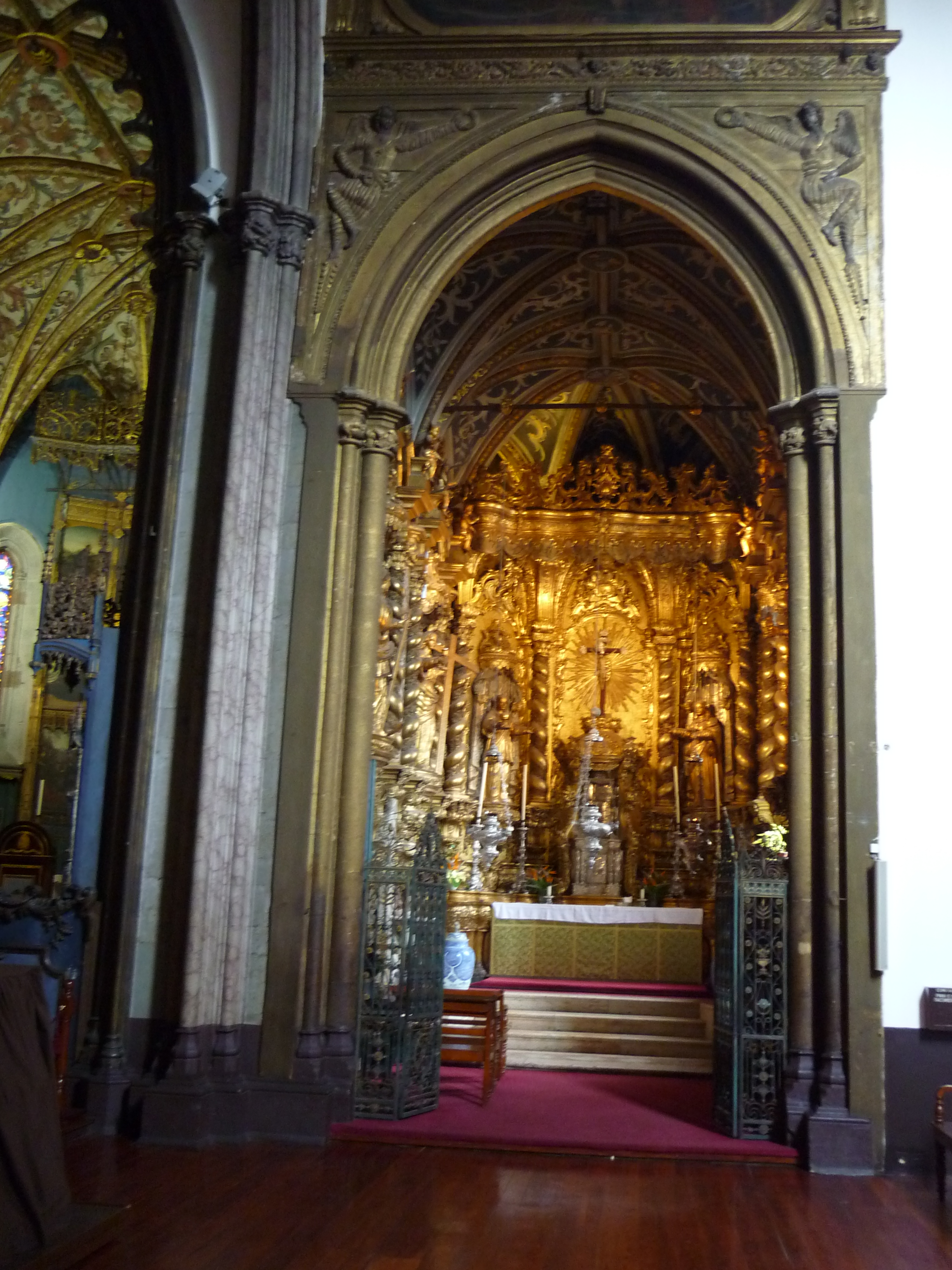
A Szentlélek kápolnája

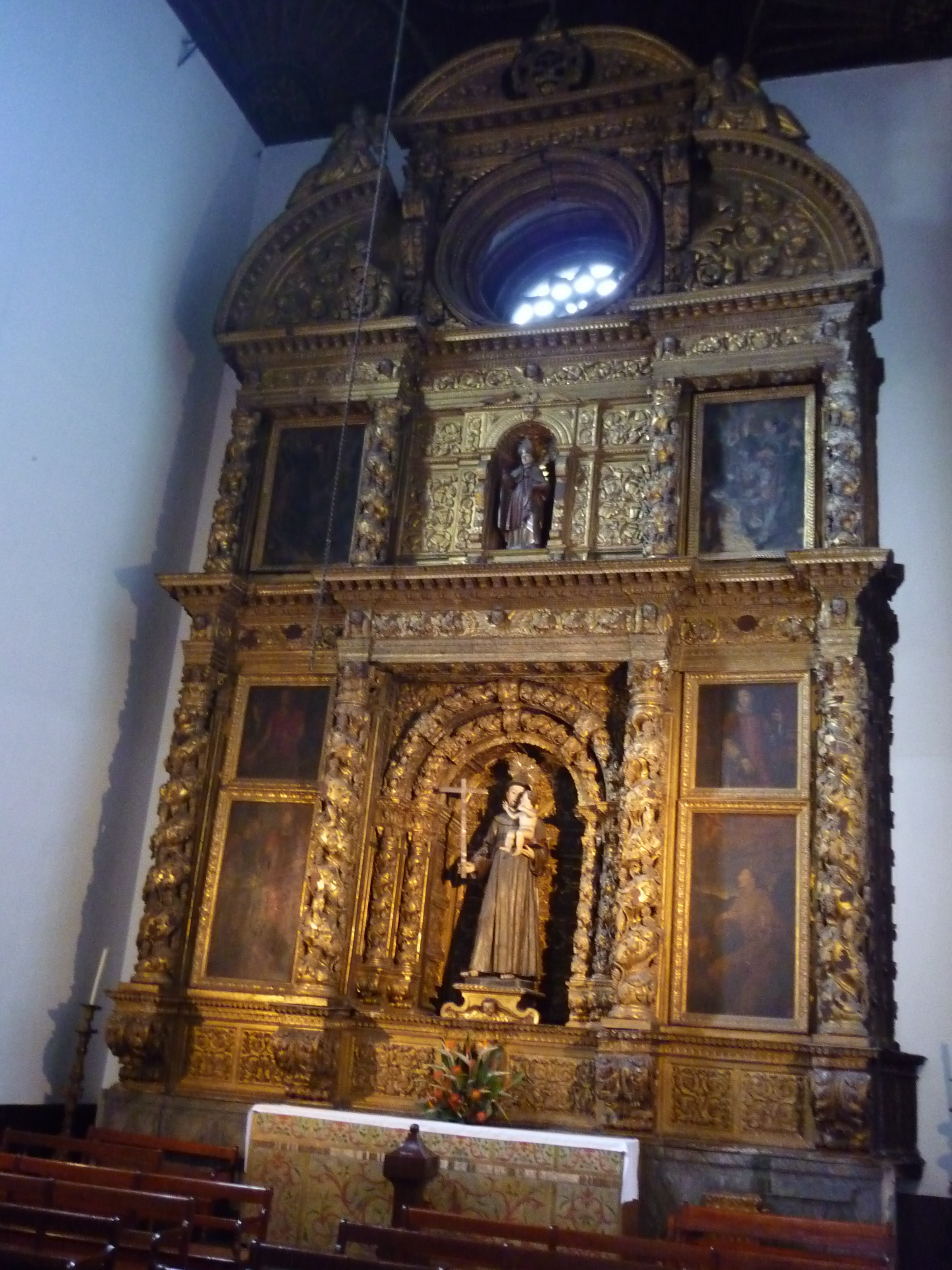
Páduai Szent Antal oltára

## Története
A Funchalt betelepítő portugálok (1425-ben?) első templomukat a tengerparthoz közel emelték, de az pár éven belül túl szűknek bizonyult. Ezért kétszer is (1438-ban és 1450-ben) kibővítették, de így sem tudta befogadni a rohamosan gyarapodó lakosságot. Ezért I. Mánuel portugál király 1483-ban elrendelte egy új templom építését; ezt eleinte egyszerűen csak „nagy templomnak” nevezték. Az építkezést 1485 novemberében kezdték el a Campo do Duque téren. A munkálatokat különböző okokból többször is abbahagyták, és 1500-ban magának a királynak kellett leszögeznie, hogy ragaszkodik a templom felépítéséhez. Az épületet végül 1514-ben fejezték be, de csak 1517-ben szentelték fel.

## Stíluselemek
A templom a város néhány fennmaradt, Mánuel stílusú épületének egyike. Egyes elemeiben az európai gótika, valamint a mór stílus és a helyi építészek ízlésének hatásai is tetten érhetők:
- gótikus stílusúak a templomhajók boltívei és a mellékhajókból nyíló hat kápolna;
- Mánuel stílusú a nyolc oldalsó ablak és a bejárat fölött rózsaablak és az oltár fölötti keskeny, csúcsos ablakok.

## Látnivalók
A vakolatlan, terméskőből emelt épület dísztelen homlokzatából a faragott kőindákkal díszített, gótikus kapuzat emelkedik ki; felette pompás rózsaablakon jut a fény a templomba. Az oromzatot a Krisztus Lovagrendje keresztje koronázza. Az apszist csavarosra faragott tornyocskák díszítik; a mellvéd cifrázatában ismét feltűnnek a Krisztus-rend keresztjei. A torony csúcsos sisakját sokszínű csempék burkolják. A szűk, magas főhajót csúcsívek választják el a mellékhajóktól.
Eredeti, gazdag berendezéséből majdnem teljes épségben fennmaradt a rovarkártevőknek rendkívül ellenálló madeirai cédrusnak nevezett borókaféléből faragott famennyezet. A mudéjar stílusban, kézzel faragott fát elefántcsont berakások díszítik. Ugyancsak 16. századi, flamand munka a szentélyben álló, kék színű, arannyal díszített szék. A templom egykori kincseinek néhány darabját a funchali Egyházművészeti Múzeumaban állították ki.
Mánuel király ajándékaként került a templomba, és máig is ott áll:
- a kőből faragott szenteltvíztartó medence (a bejárattól balra);
- a keskeny, magas oltár és
- a szószék.

Az aprólékosan faragott oltárok jóval későbbi, barokk munkák, amiket aranyfüst díszítettek gazdagon.
A szentélyt a főhajótól elválasztó boltívet gazdagon aranyozott festmények díszítik.
A harangtorony első óráját 1776-ban szerelték be, és 1921-ig működött; most a városi könyvtárban tekinthető meg. A következőt – egy angol orvos adományát – 1922-ben szerelték be, de ez csak egy évig járt jól: 1923-tól már csak az órákat mutatta, a perceket nem. Ezt az órát végül 1989-ben helyettesítették a mostani, elektronikus időmérő szerkezettel.